# NGC 5294
NGC 5294 (również PGC 48761) – karłowata galaktyka nieregularna (dI), znajdująca się w gwiazdozbiorze Wielkiej Niedźwiedzicy. Odkrył ją William Herschel 14 kwietnia 1789 roku.